# Saison 1987 de l'ATP
Résultats des principaux tournois de tennis organisés par l'ATP en 1987. 

## Simple

### Résultats
| Date  | Tournoi           | Tournoi | Dotation    | Surface     | Vainqueur              | Vainqueur | Finaliste              | Finaliste | Score                   | Tableau |
| ----- | ----------------- | ------- | ----------- | ----------- | ---------------------- | --------- | ---------------------- | --------- | ----------------------- | ------- |
| 29/12 | Adélaïde          |         | $ 89 400    | Herbe       | Wally Masur            |           | Bill Scanlon           |           | 6-4, 7-6                |         |
| 05/01 | Auckland          |         | $ 89 000    | Dur         | Miloslav Mečíř         |           | Michiel Schapers       |           | 6-2, 6-3, 6-4           |         |
| 12/01 | Australian Open   |         | $ 670 161   | Herbe       | Stefan Edberg          |           | Pat Cash               |           | 6-3, 6-4, 3-6, 5-7, 6-3 | Tableau |
| 26/01 | Sydney            |         | $ 89 400    | Herbe       | Miloslav Mečíř         |           | Peter Doohan           |           | 6-2, 6-4                |         |
| 26/01 | Guaruja           |         | $ 89 400    | Dur         | Luiz Mattar            |           | Cássio Motta           |           | 6-3, 5-7, 6-2           |         |
| 02/02 | Lyon              |         | $ 150 000   | Synthétique | Yannick Noah           |           | Joakim Nyström         |           | 6-4, 7-5                |         |
| 02/02 | Philadelphie      |         | $ 375 000   | Synthétique | Tim Mayotte            |           | John McEnroe           |           | 3-6, 6-1, 6-3, 6-1      |         |
| 09/02 | Memphis           |         | $ 250 000   | Dur         | Stefan Edberg          |           | Jimmy Connors          |           | 6-3, 2-1 abandon        |         |
| 16/02 | Indian Wells      |         | $ 350 000   | Dur         | Boris Becker           |           | Stefan Edberg          |           | 6-4, 6-4, 7-5           | Tableau |
| 23/02 | Miami             |         | $ 750 000   | Dur         | Miloslav Mečíř         |           | Ivan Lendl             |           | 7-5, 6-2, 7-5           |         |
| 16/03 | Rotterdam         |         | $ 250 000   | Synthétique | Stefan Edberg          |           | John McEnroe           |           | 3-6, 6-3, 6-1           |         |
| 16/03 | Orlando           |         | $ 250 000   | Dur         | Christo van Rensburg   |           | Jimmy Connors          |           | 6-3, 3-6, 6-1           |         |
| 23/03 | Bruxelles         |         | $ 372 500   | Synthétique | Mats Wilander          |           | John McEnroe           |           | 6-3, 6-4                | Tableau |
| 23/03 | Nancy             |         | $ 89 400    | Synthétique | Pat Cash               |           | Wally Masur            |           | 6-2, 6-3                |         |
| 30/03 | Milan             |         | $ 275 000   | Synthétique | Boris Becker           |           | Miloslav Mečíř         |           | 6-4, 6-3                |         |
| 30/03 | Chicago           |         | $ 250 000   | Synthétique | Tim Mayotte            |           | David Pate             |           | 6-4, 6-2                |         |
| 06/04 | Bari              |         | $ 89 400    | Terre       | Claudio Pistolesi      |           | Francesco Cancellotti  |           | 6-7, 7-5, 6-3           |         |
| 06/04 | Dallas            |         | $ 500 000   | Synthétique | Miloslav Mečíř         |           | John McEnroe           |           | 6-0, 3-6, 6-2, 6-2      |         |
| 13/04 | Tokyo             |         | $ 400 000   | Dur         | Stefan Edberg          |           | David Pate             |           | 7-6, 6-4                |         |
| 13/04 | Nice              |         | $ 89 400    | Terre       | Kent Carlsson          |           | Emilio Sánchez         |           | 7-6, 6-3                |         |
| 20/04 | Séoul             |         | $ 89 400    | Dur         | Jim Grabb              |           | Andre Agassi           |           | 1-6, 6-4, 6-2           |         |
| 20/04 | Monte-Carlo       |         | $ 415 000   | Terre       | Mats Wilander          |           | Jimmy Arias            |           | 4-6, 7-5, 6-1, 6-3      | Tableau |
| 27/04 | Hambourg          |         | $ 300 000   | Terre       | Ivan Lendl             |           | Miloslav Mečíř         |           | 6-1, 6-3, 6-3           |         |
| 04/05 | Forest Hills      |         | $ 500 000   | Terre       | Andrés Gómez           |           | Yannick Noah           |           | 6-4, 7-6, 7-6           |         |
| 04/05 | Munich            |         | $ 150 000   | Terre       | Guillermo Pérez Roldán |           | Marián Vajda           |           | 6-3, 7-6                |         |
| 11/05 | Rome              |         | $ 400 000   | Terre       | Mats Wilander          |           | Martín Jaite           |           | 6-3, 6-4, 6-4           | Tableau |
| 18/05 | Florence          |         | $ 89 400    | Terre       | Andrei Chesnokov       |           | Alessandro De Minicis  |           | 6-1, 6-3                |         |
| 25/05 | Roland-Garros     |         | $ 1 325 000 | Terre       | Ivan Lendl             |           | Mats Wilander          |           | 7-5, 6-2, 3-6, 7-6      | Tableau |
| 08/06 | Queen’s           |         | $ 250 000   | Herbe       | Boris Becker           |           | Jimmy Connors          |           | 6-7, 6-3, 6-4           |         |
| 08/06 | Bologne           |         | $ 89 400    | Terre       | Kent Carlsson          |           | Emilio Sánchez         |           | 6-2, 6-1                |         |
| 15/06 | Bristol           |         | $ 100 000   | Herbe       | Kelly Evernden         |           | Tim Wilkison           |           | 6-4, 7-6                |         |
| 15/06 | Athènes           |         | $ 100 000   | Terre       | Guillermo Pérez Roldán |           | Tore Meinecke          |           | 6-2, 6-3                |         |
| 22/06 | Wimbledon         |         | $ 1 467 542 | Herbe       | Pat Cash               |           | Ivan Lendl             |           | 7-6, 6-2, 7-5           | Tableau |
| 06/07 | US Pro            |         | $ 232 000   | Terre       | Mats Wilander          |           | Kent Carlsson          |           | 7-6, 6-1                | Tableau |
| 06/07 | Gstaad            |         | $ 200 000   | Terre       | Emilio Sánchez         |           | Ronald Agenor          |           | 6-2, 6-3, 7-6           |         |
| 06/07 | Newport           |         | $ 100 000   | Herbe       | Dan Goldie             |           | Sammy Giammalva Jr     |           | 6-7, 6-4, 6-4           |         |
| 13/07 | Bordeaux          |         | $ 125 000   | Terre       | Emilio Sánchez         |           | Ronald Agenor          |           | 5-7, 6-4, 6-4           |         |
| 13/07 | Stuttgart         |         | $ 200 000   | Terre       | Miloslav Mečíř         |           | Jan Gunnarsson         |           | 6-0, 6-2                |         |
| 13/07 | US Clay Court     |         | $ 300 000   | Dur         | Mats Wilander          |           | Kent Carlsson          |           | 7-5, 6-3                | Tableau |
| 13/07 | Livingston        |         | $ 89 400    | Dur         | Johan Kriek            |           | Christian Saceanu      |           | 7-6, 3-6, 6-2           |         |
| 20/07 | Schenectady       |         | $ 89 400    | Dur         | Jaime Yzaga            |           | Jim Pugh               |           | 0-6, 7-6, 6-1           |         |
| 27/07 | Washington D.C.   |         | $ 232 000   | Dur         | Ivan Lendl             |           | Brad Gilbert           |           | 6-1, 6-0                |         |
| 27/07 | Bastad            |         | $ 15 000    | Terre       | Joakim Nyström         |           | Stefan Edberg          |           | 4-6, 6-0, 6-3           |         |
| 27/07 | Hilversum         |         | $ 150 000   | Terre       | Miloslav Mečíř         |           | Guillermo Pérez Roldán |           | 6-4, 1-6, 6-3, 6-2      |         |
| 03/08 | Kitzbühel         |         | $ 175 000   | Terre       | Emilio Sánchez         |           | Miloslav Mečíř         |           | 6-4, 6-1, 4-6, 6-1      |         |
| 03/08 | Stratton Mountain |         | $ 250 000   | Dur         | John McEnroe           |           | Ivan Lendl             |           | 7-6 1-4 arrêtée : pluie |         |
| 10/08 | Montréal          |         | $ 300 000   | Dur         | Ivan Lendl             |           | Stefan Edberg          |           | 6-4, 7-6                |         |
| 10/08 | Prague            |         | $ 150 000   | Terre       | Marián Vajda           |           | Tomáš Šmíd             |           | 6-1, 6-3                |         |
| 10/08 | St. Vincent       |         | $ 100 000   | Terre       | Pedro Rebolledo        |           | Francesco Cancellotti  |           | 7-6, 4-6, 6-3           |         |
| 17/08 | Cincinnati        |         | $ 300 000   | Dur         | Stefan Edberg          |           | Boris Becker           |           | 6-4, 6-1                |         |
| 24/08 | Rye Brook         |         | $ 89 400    | Dur         | Peter Lundgren         |           | John Ross              |           | 6-7, 7-5, 6-3           |         |
| 31/08 | US Open           |         | $ 1 666 667 | Dur         | Ivan Lendl             |           | Mats Wilander          |           | 6-7, 6-0, 7-6, 6-4      | Tableau |
| 14/09 | Madrid            |         | $ 89 400    | Terre       | Emilio Sánchez         |           | Javier Sánchez         |           | 6-3, 3-6, 6-2           |         |
| 14/09 | Genève            |         | $ 200 000   | Terre       | Claudio Mezzadri       |           | Tomáš Šmíd             |           | 6-4, 7-5                |         |
| 21/09 | Barcelone         |         | $ 232 000   | Terre       | Martín Jaite           |           | Mats Wilander          |           | 7-6, 6-4, 4-6, 0-6, 6-4 |         |
| 21/09 | Los Angeles       |         | $ 250 000   | Dur         | David Pate             |           | Stefan Edberg          |           | 6-4, 6-4                |         |
| 28/09 | Palerme           |         | $ 100 000   | Terre       | Martín Jaite           |           | Karel Nováček          |           | 7-6, 6-7, 6-4           |         |
| 28/09 | San Francisco     |         | $ 232 000   | Synthétique | Peter Lundgren         |           | Jim Pugh               |           | 6-1, 7-5                |         |
| 05/10 | Scottsdale        |         | $ 232 000   | Dur         | Brad Gilbert           |           | Eliot Teltscher        |           | 6-2, 6-2                |         |
| 05/10 | Brisbane          |         | $ 150 000   | Dur         | Kelly Evernden         |           | Eric Jelen             |           | 3-6, 6-1, 6-1           |         |
| 05/10 | Bâle              |         | $ 200 000   | Dur         | Yannick Noah           |           | Ronald Agenor          |           | 7-6, 6-4, 6-4           |         |
| 12/10 | Tel Aviv          |         | $ 89 400    | Dur         | Amos Mansdorf          |           | Brad Gilbert           |           | 3-6, 6-3, 6-4           |         |
| 12/10 | Toulouse          |         | $ 175 000   | Dur         | Tim Mayotte            |           | Ricki Osterthun        |           | 6-2, 5-7, 6-4           |         |
| 12/10 | Sydney (Indoor)   |         | $ 275 000   | Dur         | Ivan Lendl             |           | Pat Cash               |           | 6-4, 6-3, 6-4           |         |
| 19/10 | Vienne            |         | $ 125 000   | Dur         | Jonas Svensson         |           | Amos Mansdorf          |           | 1-6, 1-6, 6-2, 6-3, 7-5 |         |
| 19/10 | Tokyo (Indoor)    |         | $ 300 000   | Synthétique | Stefan Edberg          |           | Ivan Lendl             |           | 6-7, 6-4, 6-4           |         |
| 26/10 | Hong Kong         |         | $ 200 000   | Dur         | Eliot Teltscher        |           | John Fitzgerald        |           | 6-7, 3-6, 6-1, 6-2, 7-5 |         |
| 02/11 | Paris-Bercy       |         | $ 700 000   | Synthétique | Tim Mayotte            |           | Brad Gilbert           |           | 2-6, 6-3, 7-5, 6-7, 6-3 |         |
| 02/11 | Stockholm         |         | $ 425 000   | Dur         | Stefan Edberg          |           | Jonas Svensson         |           | 7-5, 6-2, 4-6, 6-4      |         |
| 09/11 | Francfort         |         | $ 150 000   | Synthétique | Tim Mayotte            |           | Andrés Gómez           |           | 7-6, 6-4                |         |
| 09/11 | São Paulo         |         | $ 89 400    | Dur         | Jaime Yzaga            |           | Luiz Mattar            |           | 6-2, 4-6, 6-2           |         |
| 09/11 | Wembley Pro       |         | $ 375 000   | Synthétique | Ivan Lendl             |           | Anders Järryd          |           | 6-3, 6-2, 7-5           |         |
| 16/11 | Buenos Aires      |         | $ 89 400    | Terre       | Guillermo Pérez Roldán |           | Jay Berger             |           | 3-2 abandon             |         |
| 16/11 | Johannesburg      |         | $ 232 000   | Dur         | Pat Cash               |           | Brad Gilbert           |           | 7-6, 4-6, 2-6, 6-0, 6-1 |         |
| 23/11 | Itaparica         |         | $ 450 000   | Dur         | Andre Agassi           |           | Luiz Mattar            |           | 7-6, 6-2                |         |
| 30/11 | Masters           |         | $ 500 000   | Synthétique | Ivan Lendl             |           | Mats Wilander          |           | 6-2, 6-2, 6-3           | Tableau |

### Classement final ATP 1987
| N° | Joueur                 | Pays | Evolution     |
| -- | ---------------------- | ---- | ------------- |
| 1  | Ivan Lendl             |      | en stagnation |
| 2  | Stefan Edberg          |      | +3            |
| 3  | Mats Wilander          |      | en stagnation |
| 4  | Jimmy Connors          |      | +4            |
| 5  | Boris Becker           |      | −3            |
| 6  | Miloslav Mečíř         |      | +3            |
| 7  | Pat Cash               |      | +17           |
| 8  | Yannick Noah           |      | −4            |
| 9  | Tim Mayotte            |      | +6            |
| 10 | John McEnroe           |      | +4            |
| 11 | Andrés Gómez           |      | −1            |
| 12 | Kent Carlsson          |      | +1            |
| 13 | Brad Gilbert           |      | −2            |
| 14 | Martín Jaite           |      | +3            |
| 15 | Anders Järryd          |      | +4            |
| 16 | Joakim Nyström         |      | −9            |
| 17 | Emilio Sánchez         |      | −1            |
| 18 | David Pate             |      | +12           |
| 19 | Guillermo Pérez Roldán |      | +90           |
| 20 | Eliot Teltscher        |      | +33           |